# Busto do Papa Gregório XV
O Busto do Papa Gregório XV é uma escultura feita em mármore pelo artista italiano Gian Lorenzo Bernini. Executado em 1621, o trabalho é um dos três bustos retratando o Papa Gregório XV feitos por Bernini (os outros dois foram feitos em bronze). A obra está em exposição permanente na Galeria de Arte de Ontário. Foi doada ao museu por Joey e Toby Tanenbaum.